# Ernest John Obiena
Ernest John Obiena (ur. 17 listopada 1995) – filipiński lekkoatleta, tyczkarz.
Srebrny medalista igrzysk Azji Południowo-Wschodniej z Singapuru (2015). W 2017 wywalczył brązowy medal mistrzostw Azji. W 2019 został mistrzem kontynentu oraz triumfował na uniwersjadzie w Neapolu. Jedenasty tyczkarz igrzysk olimpijskich w Tokio (2021). Rok później wywalczył brąz na mistrzostwach świata w Eugene. W 2023 obronił wywalczony cztery lata wcześniej tytuł mistrza Azji, a także został wicemistrzem świata. Rok później zajął miejsce tuż za podium na igrzyskach olimpijskich w Paryżu.
Złoty medalista mistrzostw Malezji oraz narodowych igrzysk filipińskich. Wielokrotny rekordzista kraju.
Jego ojciec, Emerson Obiena, również uprawiał skok o tyczce.
Rekordy życiowe: stadion – 6,00 (10 czerwca 2023, Bergen oraz 26 sierpnia 2023, Budapeszt) rekord Azji; hala – 5,93 (23 lutego 2024, Berlin) rekord Azji.

## Osiągnięcia
| Rok  | Impreza                             | Miejsce        | Lokata            | Wynik |
| ---- | ----------------------------------- | -------------- | ----------------- | ----- |
| 2013 | Igrzyska Azji Południowo-Wschodniej | Naypyidaw      | 4. miejsce        | 4,90  |
| 2015 | Igrzyska Azji Południowo-Wschodniej | Singapur       | 2. miejsce        | 5,25  |
| 2016 | Halowe mistrzostwa Azji             | Doha           | 4. miejsce        | 5,40  |
| 2017 | Mistrzostwa Azji                    | Bhubaneswar    | 3. miejsce        | 5,50  |
| 2018 | Igrzyska azjatyckie                 | Dżakarta       | 7. miejsce        | 5,30  |
| 2019 | Mistrzostwa Azji                    | Doha           | 1. miejsce        | 5,71  |
| 2019 | Uniwersjada                         | Neapol         | 1. miejsce        | 5,76  |
| 2019 | Mistrzostwa świata                  | Doha           | el. – 15. miejsce | 5,60  |
| 2019 | Igrzyska Azji Południowo-Wschodniej | New Clark City | 1. miejsce        | 5,45  |
| 2021 | Igrzyska olimpijskie                | Tokio          | 11. miejsce       | 5,70  |
| 2022 | Mistrzostwa świata                  | Eugene         | 3. miejsce        | 5,94  |
| 2023 | Mistrzostwa Azji                    | Bangkok        | 1. miejsce        | 5,91  |
| 2023 | Mistrzostwa świata                  | Budapeszt      | 2. miejsce        | 6,00  |
| 2023 | Igrzyska azjatyckie                 | Hangzhou       | 1. miejsce        | 5,90  |
| 2024 | Halowe mistrzostwa świata           | Glasgow        | 9. miejsce        | 5,65  |
| 2024 | Igrzyska olimpijskie                | Paryż          | 4. miejsce        | 5,90  |
| 2025 | Mistrzostwa Azji                    | Gumi           | 1. miejsce        | 5,77  |